# Resorts
|  | Denne artikel er oprettet af botten Steenthbot ud fra en ekstern database. Den kan derfor have sproglige fejl eller mangler. Denne skabelon kan fjernes efter kontrol af indholdet. |

Resorts er en dansk dokumentarfilm fra 2023 instrueret af Mette Carla Albrechtsen.

## Handling
Resorts er en fascinerende dokumentarfilm bygget på drømmen om det gode liv i solen. Indrammet i et klassisk charterferiested møder vi seks turister, der valgte aldrig at rejse hjem fra deres ferie. I stedet for blev de i solen. Resorts er et varmt og originalt portræt af dem.